# Literaturjahr 1864
Liste der Literaturjahre

◄◄ | ◄ | 1860 | 1861 | 1862 | 1863 | Literaturjahr 1864 | 1865 | 1866 | 1867 | 1868 | ► | ►►

Weitere Ereignisse
Dieser Artikel behandelt das Literaturjahr 1864.

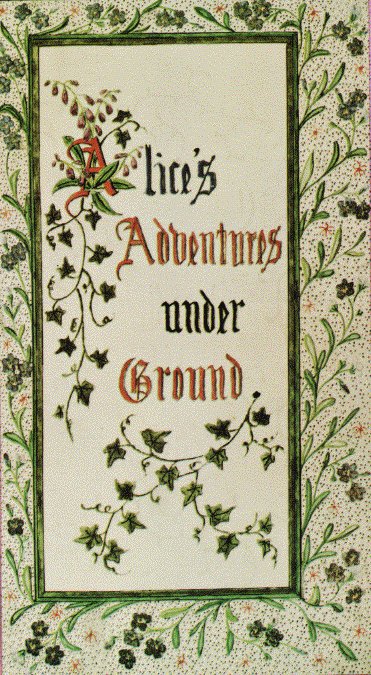
Cover des Originalmanuskripts der Alice aus dem Jahr 1864

## Ereignisse

### Prosa

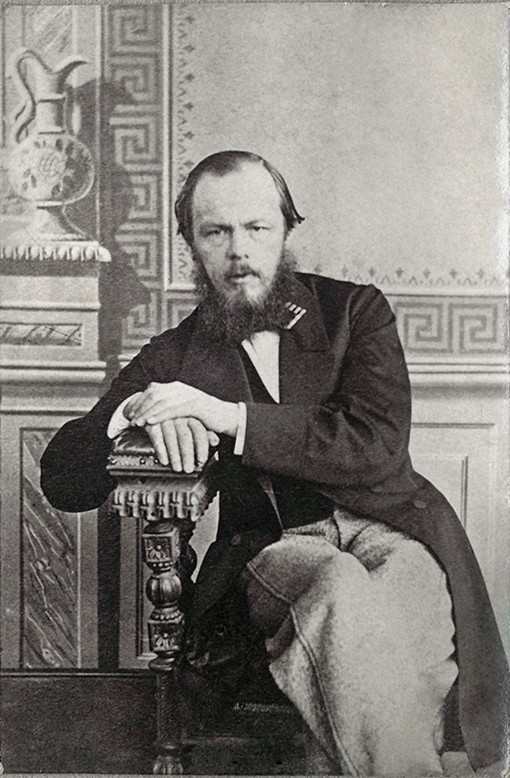
Dostojewski 1863

- In der Zeitschrift Epocha, die sein Bruder Michail ab März herausgibt, erscheint Fjodor Michailowitsch Dostojewskis Roman Aufzeichnungen aus dem Kellerloch.
- April: Von Jules Verne erscheint der Essay Edgard Poe et ses œuvres.
- 30. Juli: Von Theodor Storm erscheint in der Leipziger Illustrierten Zeitung Nr. 43 das Kunstmärchen Die Regentrude. Im selben Jahr erscheint auch Bulemanns Haus.
- Oktober bis Dezember: Die Kurzgeschichte Le Comte de Chanteleine von Jules Verne wird in der Zeitschrift Musée des familles veröffentlicht.
- 25. November: Jules Vernes zweiter Roman Die Reise zum Mittelpunkt der Erde wird erstmals vom Verleger Pierre-Jules Hetzel unter dem Titel Voyage au centre de la terre veröffentlicht.

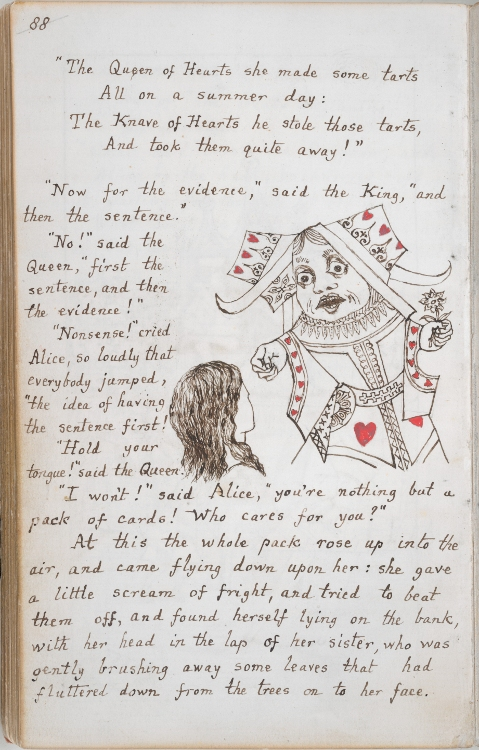
Seite des Originalmanuskripts

- 26. November: Lewis Carroll übergibt Alice Liddell das handgeschriebene Manuskript Alice Under Ground.

- Jonas Breitenstein veröffentlicht S’Vreneli us der Bluemmatt. Ein Idyll aus dem Baselbiet in allemannischer Mundart.

### Lyrik
- 3. Dezember: Theodor Fontane trägt die Ballade Gorm Grymme im Rahmen eines Wettbewerbs beim Stiftungsfest des Tunnels über der Spree zum ersten Mal vor.
- Alfred Tennyson veröffentlicht die Ballade Enoch Arden. Das Versepos findet rasche Verbreitung und wird zu einem ungeheuren Erfolg.

### Drama
- 30. April: Das Stück David Garrick von Thomas William Robertson hat mit Erfolg seine Uraufführung am Haymarket Theatre in London.

- Die Bauernkomödie Nummisuutarit (Die Heideschuster) von Aleksis Kivi erscheint im Druck. Sie gehört zu den klassischen Werken der finnischen Literatur.

### Bildergeschichten

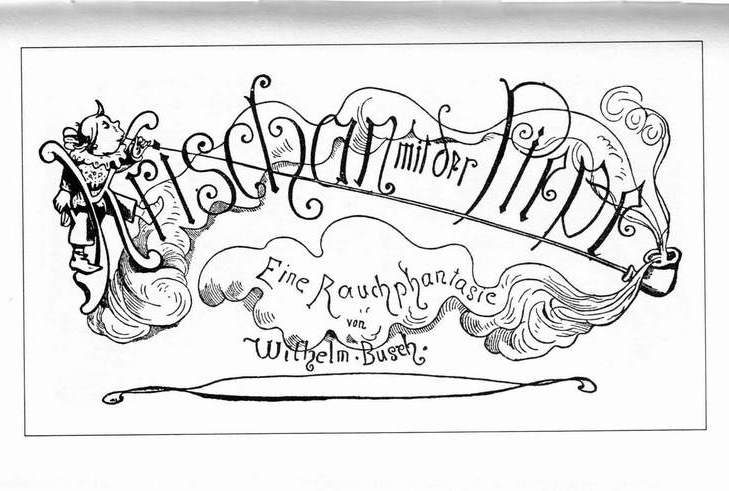
Titelbild von Krischan mit der Piepe

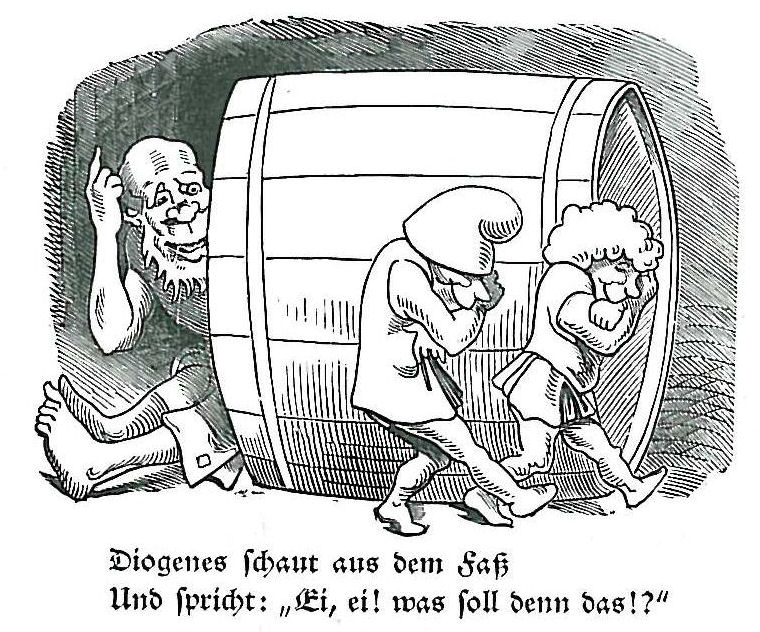
Bild aus Diogenes und die bösen Buben von Korinth

Wilhelm Busch veröffentlicht das Frühwerk Bilderpossen. Dieses enthält vier größere Geschichten: Katze und Maus, Hänsel und Gretel, Krischan mit der Piepe und Der Eispeter. Das Werk wird ein Misserfolg. Im gleichen Jahr veröffentlicht Busch in den Fliegenden Blättern auch die Geschichten Diogenes und die bösen Buben von Korinth und Eginhard und Emma. Der heilige Antonius von Padua entsteht ebenfalls in dieser Zeit, wird allerdings erst 1870 veröffentlicht.

### Periodika

#### Einstellungen
- Juni: Die 1834 gegründete literarische Zeitschrift Southern Literary Messenger in Virginia, an der unter anderem Edgar Allan Poe maßgeblich mitgearbeitet hat, stellt wegen des Amerikanischen Bürgerkriegs ihr Erscheinen ein.

#### Neuerscheinungen
- 26. Januar: In Aurich und Umgebung erscheinen erstmals die Ostfriesischen Nachrichten.
- 13. November: Die konservative Tageszeitung Die Debatte erscheint erstmals in Wien.
- 15. Dezember: Der Social-Demokrat als Organ des Allgemeinen Deutschen Arbeitervereins erscheint erstmals.
- 23. Dezember: Die Erstausgabe der von Rudolf Wall mit der Unterstützung des Verlegers Albert Bonnier gegründeten schwedischen Tageszeitung Dagens Nyheter erscheint.
- 29. Dezember: Die von Eduardo Coelho gegründete portugiesische Tageszeitung Diário de Notícias erscheint in Lissabon erstmals.

- Die Göttinger Zeitung wird gegründet.
- Jules Vernes Verleger Pierre-Jules Hetzel gibt in Paris erstmals die Jugendzeitschrift Magazin illustré d'éducation et de récréation heraus.

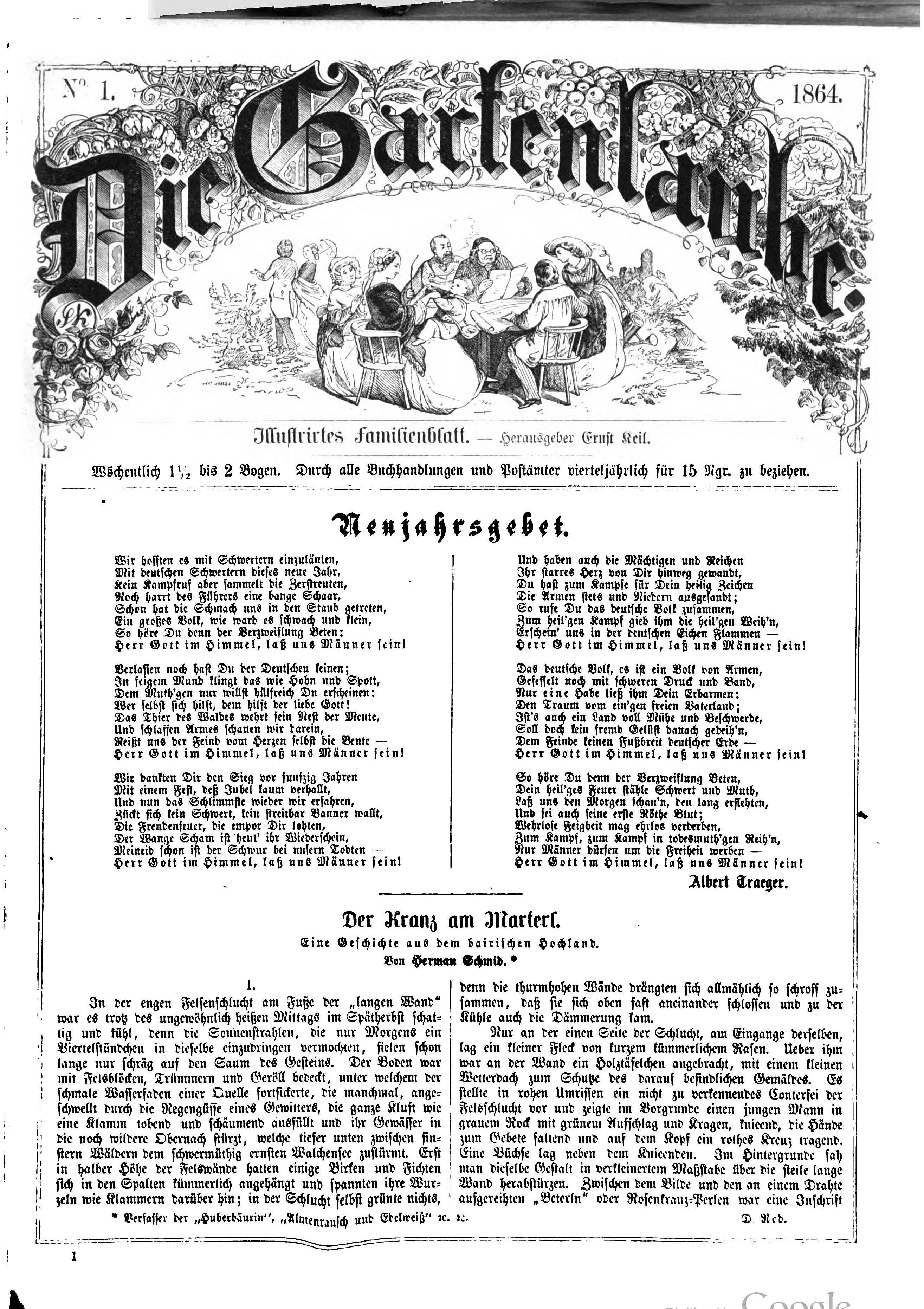
Die Gartenlaube 1864

- Die im Stil der Gartenlaube nachempfundene christlich-konservative Wochenzeitschrift Daheim : ein deutsches Familienblatt mit Illustrationen, erscheint erstmals.
- Die Photographische Gesellschaft in Wien gibt erstmals die unter anderem von Josef Maria Eder gegründete Monatszeitschrift Photographische Correspondenz, Technische artistische und commerzielle Mittheilen heraus. Erster Chefredakteur ist Ludwig Schrank.
- Die Erstausgabe der Zeitschrift für deutsches Seewesen erscheint, einer monatlich erscheinenden, technisch orientierten Fachzeitschrift zu allen Bereichen der Seewirtschaft, des Schiffbaus, der Schiffstechnik sowie dem Thema Häfen.
- Die Neue Berliner Schachzeitung erscheint als Konkurrenz zur 1860 nach Leipzig übersiedelten Schachzeitung von Max Lange, nachdem Gustav Richard Neumann den Berliner Verleger Julius Springer davon überzeugt hat, dass die preußische Hauptstadt nicht ohne Schachzeitschrift bleiben dürfe. Herausgeber sind zunächst Neumann und Adolf Anderssen.
- In Königsberg erscheint die Altpreußische Monatsschrift als Zeitschrift des Vereins für die Geschichte der Provinz Preußen und der Königlichen Deutschen Gesellschaft zu Königsberg.
- Anton von Tröltsch, Hermann Schwartze und Adam Politzer gründen in Wien die erste otologische Fachzeitschrift Archiv für Ohrenheilkunde.
- Die Berliner Klinische Wochenschrift, Organ für praktische Ärzte, wird gegründet.

#### Herausgeberwechsel

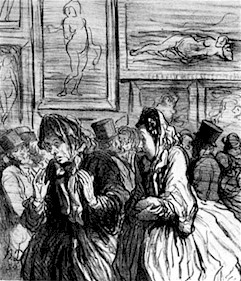
„Dieses Jahr wieder Nackte …, immer Nackte“,
Karikatur aus Le Charivari 1864

- Louis Adrien Huart übernimmt die Herausgabe der 1832 gegründeten Pariser satirischen Zeitschrift Le Charivari.

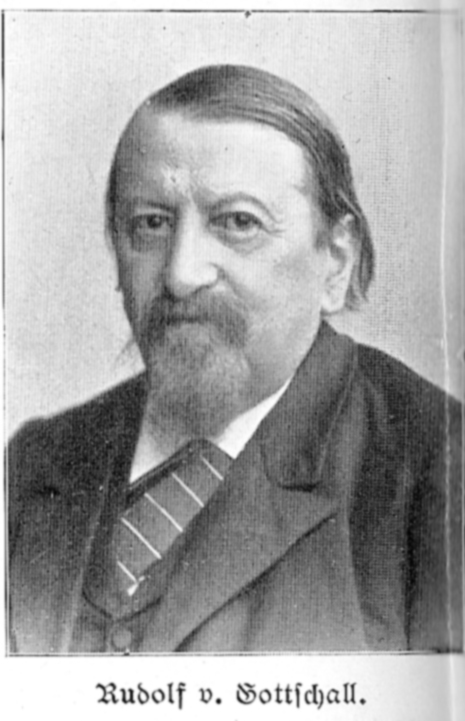
Rudolf Gottschall

- Rudolf Gottschall wird Herausgeber der Zeitschrift Blätter für literarische Unterhaltung des F. A. Brockhaus-Verlags.

### Sachliteratur
- In der Royal Society veröffentlicht James Clerk Maxwell erstmals seine Theorie der elektrischen und magnetischen Felder, die Maxwell-Gleichungen.
- Der Afrikaforscher Theodor von Heuglin veröffentlicht den Reisebericht Die deutsche Expedition in Ostafrika 1861 und 1862.
- Richard Wagner veröffentlicht im Auftrag Ludwigs II. von Bayern die Schrift Über Staat und Religion.
- Das Nieuw woordenboek der Nederlandsche taal (Neues Wörterbuch der niederländischen Sprache) erscheint in erster Auflage.
- Vier Jahre nach dem Tod Arthur Schopenhauers veröffentlicht sein Herausgeber Julius Frauenstädt einen Nachlassband, in dem sich unter anderem das Manuskript Eristische Dialektik findet. Schopenhauer formuliert darin 38 rhetorische Strategeme, die es ermöglichen sollen, aus Streitgesprächen als Sieger hervorzugehen, sogar wenn Tatsachen gegen die eingenommene Position sprechen.

### Deutsche Shakespeare-Gesellschaft
- 23. April: Anlässlich des 300. Geburtstages von William Shakespeare erfolgt die Gründung der Deutschen Shakespeare-Gesellschaft als erste wissenschaftlich-kulturelle Vereinigung dieser Art durch Wilhelm Oechelhäuser und Franz von Dingelstedt in Weimar.

## Geboren

### Januar bis Juni
- 14. Januar: Hermann Herder, deutscher Verleger († 1937)
- 28. Januar: Florens Christian Rang, deutscher protestantischer Theologe, Schriftsteller, Politiker († 1924)

- 2. Februar: Djado Blago, bulgarischer Dichter und Lehrer († 1938)
- 6. Februar: John Henry Mackay, deutscher Schriftsteller († 1933)
- 16. Februar: Hermann Stehr, deutscher Schriftsteller († 1940)
- 17. Februar: Andrew Barton Paterson, australischer Jurist, Schriftsteller und Journalist († 1941)
- 20. Februar: Henrique Maximiano Coelho Neto, brasilianischer Schriftsteller († 1934)
- 22. Februar: Jules Renard, französischer Schriftsteller († 1910)
- 26. Februar: Antonín Sova, tschechischer Dichter und Schriftsteller († 1928)

- 5. März: Johann Baptist Laßleben, deutscher Heimatforscher und Verleger († 1928)
- 7. März: Wilhelm Arent, deutscher Dichter und Mäzen († nach 1913)
- 19. März: Charles M. Russell, US-amerikanischer Maler, Skulpteur, Illustrator und Schriftsteller († 1926)

- 4. April: Futabatei Shimei, japanischer Schriftsteller und Übersetzer russischer Literatur († 1909)
- 11. April: Johanna Elberskirchen, deutsche Autorin und feministische Aktivistin
- 13. April: Berta Zuckerkandl-Szeps, österreichische Schriftstellerin, Journalistin und Kritikerin († 1945)
- 17. April: Karl Henckell, deutscher Lyriker und Schriftsteller († 1929)
- 24. April: Paul Hagen, deutscher Philologe und Bibliothekar († 1938)
- 26. April: Bona Peiser, Deutschlands erste Volksbibliothekarin († 1929)
- 30. April: Georges Durand, französischer Journalist und Motorsportfunktionär († 1941)
- 30. April: Juhan Liiv, estnischer Dichter und Erzähler († 1913)

- 5. Mai: Nellie Bly, US-amerikanische Journalistin und Weltreisende († 1922)
- 5. Mai: Hans Gerhard Gräf, deutscher Goethe-Forscher († 1905)
- 11. Mai: Ethel Lilian Voynich, britische Schriftstellerin († 1960)
- 12. Mai: Cäsar Flaischlen, deutscher Lyriker und Mundartdichter († 1920)
- 13. Mai: Emil Gött, deutscher Schriftsteller († 1908)
- 25. Mai: Franz Langheinrich, deutscher Erzähler, Lyriker und Redakteur († 1945)
- 31. Mai: Ernst Ferdinand Ströter, deutscher Theologe, Autor theologischer Schriften und Missionar († 1922)

- 3. Juni: Otto Erich Hartleben, deutscher Dramatiker, Lyriker und Erzähler († 1905)

### Juli bis Dezember
- 8. Juli: Fred Holland Day, amerikanischer Fotograf und Verleger († 1933)
- 13. Juli: John Jacob Astor IV, US-amerikanischer Geschäftsmann, Erfinder und Schriftsteller († 1912)
- 18. Juli: Ricarda Huch, deutsche Schriftstellerin, Dichterin und Erzählerin († 1947)
- 20. Juli: Erik Axel Karlfeldt, schwedischer Lyriker († 1931)
- 29. Juli: Anton Noder, deutscher Arzt und Dichter († 1936)

- 5. August: Irene Forbes-Mosse, deutsche Schriftstellerin und Malerin († 1946)
- 14. August: Marie Eugenie Delle Grazie, österreichische Schriftstellerin († 1931)
- 27. August: Helena Patursson, färöische Schriftstellerin und Frauenrechtlerin († 1916)
- 30. August: Christiaan Cornelissen, niederländischer Autor, Aktivist, libertärer Sozialist († 1942)

- 24. September: Nils Collett Vogt, norwegischer Schriftsteller († 1937)
- 29. September: Miguel de Unamuno, spanischer Philosoph und Schriftsteller († 1936)
- 14. Oktober: Stefan Żeromski, polnischer Schriftsteller († 1925)

- 11. November: Alfred Hermann Fried, österreichischer Pazifist, Publizist, Friedensnobelpreisträger († 1921)
- 3. Dezember: Herman Heijermans, niederländischer Dramatiker, Schriftsteller, Journalist und Intendant († 1924)
- 11. Dezember: Maurice Leblanc, französischer Krimi-Schriftsteller († 1941)

### Genaues Geburtsdatum unbekannt
- Siddiqiy Ajziy, usbekischer Schriftsteller († 1927)

## Gestorben

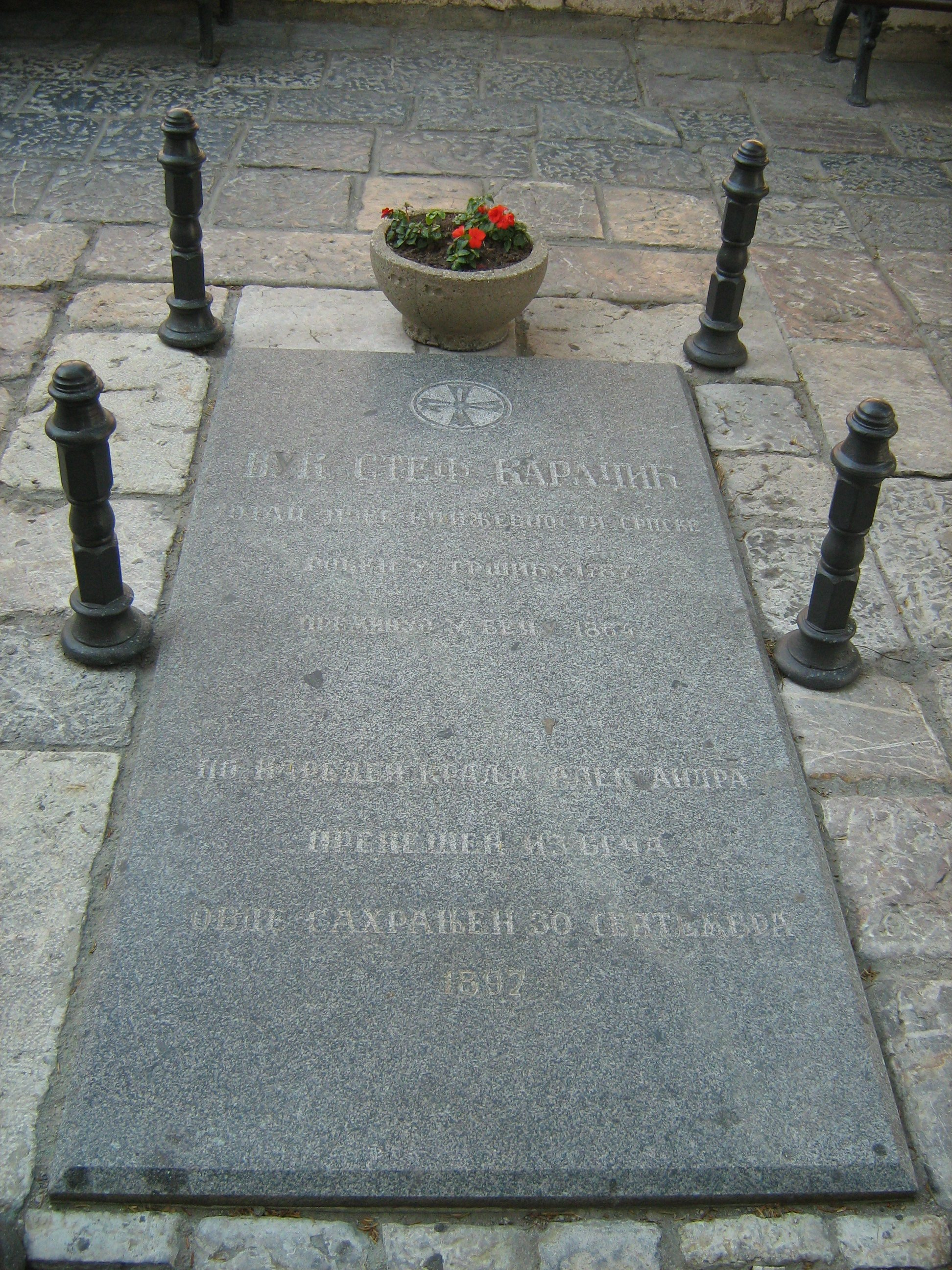
Karadžićs Grab in Belgrad

- 7. Februar: Vuk Stefanović Karadžić, serbischer Philologe, Sprachreformer der serbischen Schriftsprache, Ethnologe, Dichter, Übersetzer und Diplomat (* 1787)

- 21. März: Karl Benedikt Hase, deutscher Altphilologe und Bibliothekar (* 1780)
- 29. März: Karl August Timotheus Kahlert, deutscher Dichter und Literaturhistoriker (* 1807)

- 15. April: Eberhard von Groote, Germanist, Schriftsteller und Politiker (* 1789)
- 19. Mai: John Clare, englischer Dichter (* 1793)

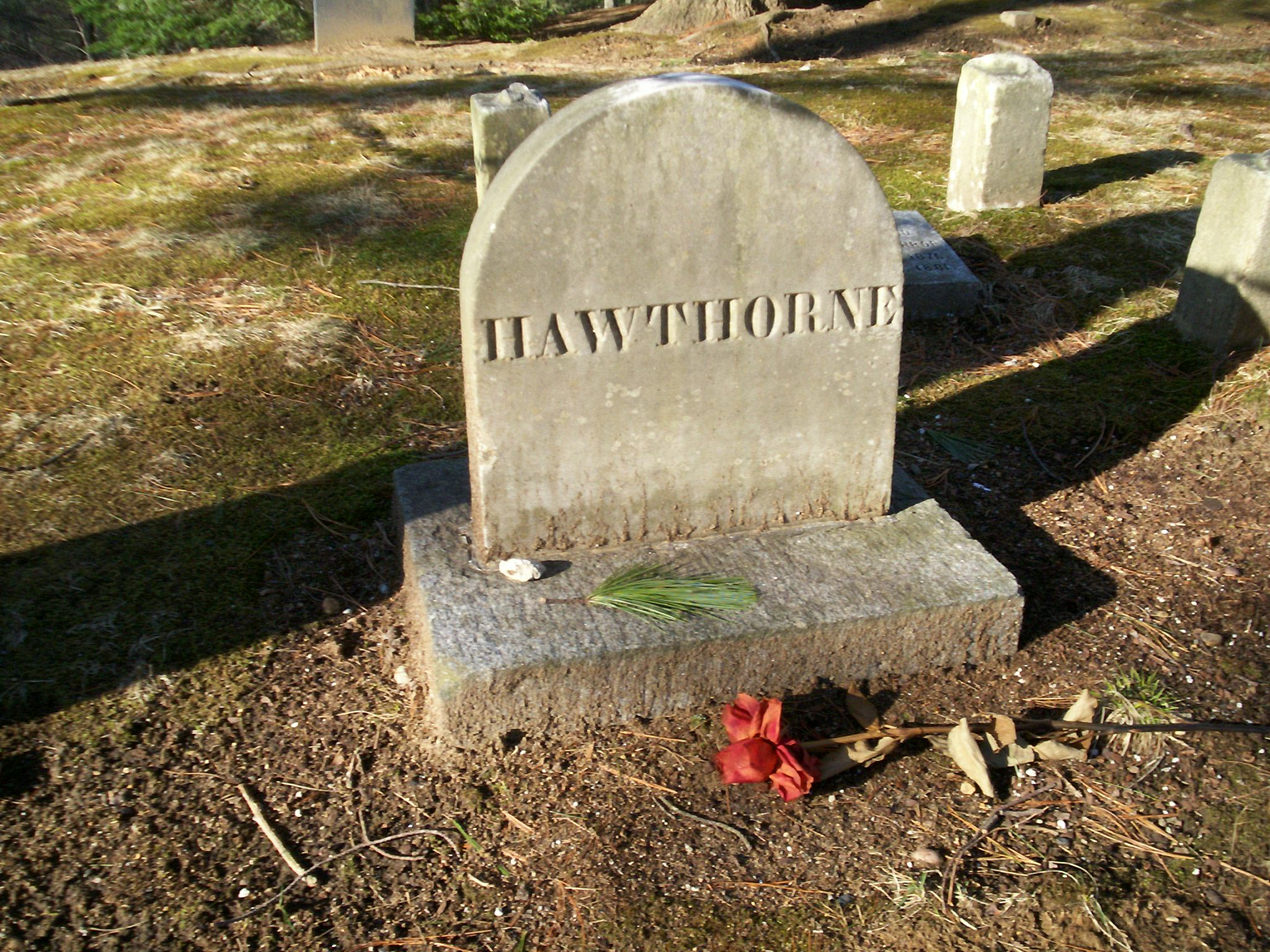
Nathaniel Hawthornes Grab auf dem Sleepy Hollow Cemetery in Concord, Massachusetts

- 19. Mai: Nathaniel Hawthorne, amerikanischer Schriftsteller (* 1804)
- 22. Mai: Lulu von Thürheim, österreichische Malerin und Schriftstellerin (* 1788)
- 26. Mai: Charles Sealsfield, österreichisch-US-amerikanischer Schriftsteller (* 1793)

- 18. Juni: Albert Knapp, deutscher Dichter (* 1798)
- 18. Juni: Johann Valentin Adrian, deutscher Neuphilologe und Bibliothekar (* 1793)
- 25. Juni: Otto Ruppius, deutscher Schriftsteller (* 1819)

- 24. August: Jakob Lorber, österreichischer Schriftsteller und Musiker (* 1800)

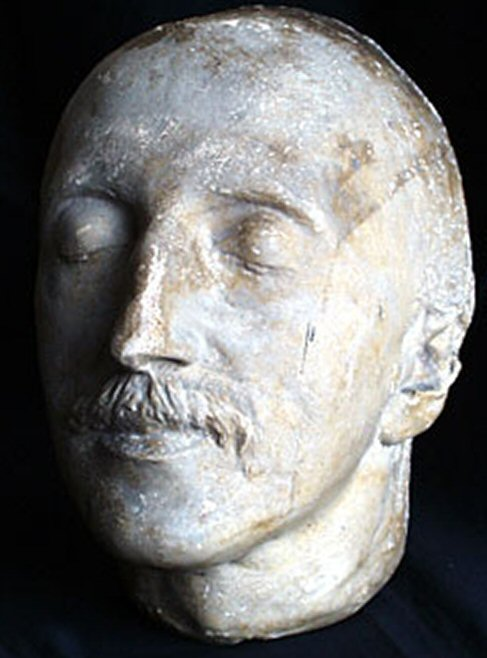
Ferdinand Lassalles Totenmaske

- 31. August: Ferdinand Lassalle, deutscher Politiker und Publizist (* 1825)